# بونيو (جزيرة)
تقع جزيرة بونيو الإندونيسية في مقاطعة كالمنتان الشرقية.
والجزر تقع في شرق بحر سيليبس، قبالة الساحل الشمالي الشرقي لجزيرة بورنيو، وتقع قبالة الطرف الشمالي لدلتا نهر ساساياب، بينما توجد جزيرة تاراكان جنوب الدلتا، وجزيرة ماندول شمالاً.
لجزيرة بونيو أهمية اقتصادية كموقع منتج للنفط والفحم.